# ميغومي اوغاوا
ميغومي اوغاوا (小川 恵)، هي لاعبة كرة قدم كانت تلعب كمهاجم. ولعبت مع منتخب اليابان لكرة القدم للسيدات.